# Selección femenina de voleibol de Suecia
La selección femenina de voleibol de Suecia es el equipo representativo del país en las competiciones oficiales de voleibol. Su organización está a cargo de la Asociación de Voleibol Sueca. A junio de 2023 ocupaba el puesto número 33 en el ranking mundial de la FIVB.
El seleccionado sueco no ha participado de ningún juego olímpico ni campeonato mundial. Ha participado de cuatro campeonatos europeos, logrando su mejor resultado en el 2021 con un octavo puesto tras dejar atrás la fase de grupos y vencer a Bulgaria en los octavos de final. La asociación sueca ha recibido apoyo de la FIVB a través del programa de empoderamiento de selecciones, lo que le permitió participar en 2021 y 2022 de un programa de desarrollo de entrenadores, además de poder contar con el finlandés Lauri Hakala como seleccionador del equipo femenino.
En 2018, dirigido por el técnico argentino Guillermo Gallardo y con Isabelle Haak en sus filas, se consagró campeón de la Liga de Plata Europea de la CEV y logró el ascenso a la Liga de Oro luego de vencer en la final a Austria por 3-1 tanto en el partido de ida como en el de vuelta. Tras solo una temporada en la Liga de Oro, Suecia volvió a la división plata, donde se consagró campeón en 2022, lo que le otorgó el derecho a disputar la Liga de Oro (antesala de la Copa Challenger de Voleibol Femenino) en 2023.
El ascenso del equipo se vio sostenido por un subcampeonato en la Liga de Oro, tras dejar atrás a Bosnia y Herzegovina en fase de grupos y a Bélgica en la semifinal. En la final se vieron superadas por Ucrania, quien logró el campeonato tras ganar los partidos de ida y vuelta por 3-0. Sin embargo, el segundo lugar les aseguró una plaza en la Copa Challenger de 2023, donde ratificaron su buen momento y nivel venciendo en primer lugar a México por 3-2, tras ir perdiendo 2-0 con una actuación destacable de Isabelle Haak (33 puntos: 28 de ataque, 4 bloqueos, uno por saque). Le siguió una victoria  3-1 en semifinales ante Colombia, con una nueva actuación destacada de Haak (41 puntos: 37 de ataque, 3 de saque, uno por bloqueo), para finalmente caer en la final ante las locales de Francia por 3-1. A pesar de no obtener el título, y por tanto perder la posibilidad de acceder a la Liga de Naciones 2024, con esta performance el equipo subió tres puestos en el ranking FIVB, pasando del n.º 28 al 25.

## Resultados

### Campeonato Europeo
| Campeonato Europeo de Voleibol Femenino | Campeonato Europeo de Voleibol Femenino | Campeonato Europeo de Voleibol Femenino | Campeonato Europeo de Voleibol Femenino | Campeonato Europeo de Voleibol Femenino | Campeonato Europeo de Voleibol Femenino | Campeonato Europeo de Voleibol Femenino | Campeonato Europeo de Voleibol Femenino |
| Año                                     | Ronda                                   | Posición                                | PJ                                      | PG                                      | PP                                      | SG                                      | SP                                      |
| --------------------------------------- | --------------------------------------- | --------------------------------------- | --------------------------------------- | --------------------------------------- | --------------------------------------- | --------------------------------------- | --------------------------------------- |
| 1949                                    | No participó o no clasificó             | No participó o no clasificó             | No participó o no clasificó             | No participó o no clasificó             | No participó o no clasificó             | No participó o no clasificó             | No participó o no clasificó             |
| 1950                                    | No participó o no clasificó             | No participó o no clasificó             | No participó o no clasificó             | No participó o no clasificó             | No participó o no clasificó             | No participó o no clasificó             | No participó o no clasificó             |
| 1951                                    | No participó o no clasificó             | No participó o no clasificó             | No participó o no clasificó             | No participó o no clasificó             | No participó o no clasificó             | No participó o no clasificó             | No participó o no clasificó             |
| 1955                                    | No participó o no clasificó             | No participó o no clasificó             | No participó o no clasificó             | No participó o no clasificó             | No participó o no clasificó             | No participó o no clasificó             | No participó o no clasificó             |
| 1958                                    | No participó o no clasificó             | No participó o no clasificó             | No participó o no clasificó             | No participó o no clasificó             | No participó o no clasificó             | No participó o no clasificó             | No participó o no clasificó             |
| 1963                                    | No participó o no clasificó             | No participó o no clasificó             | No participó o no clasificó             | No participó o no clasificó             | No participó o no clasificó             | No participó o no clasificó             | No participó o no clasificó             |
| 1967                                    | Ronda final                             | 15.º                                    | 9                                       | 0                                       | 9                                       | 1                                       | 27                                      |
| 1971                                    | Ronda final                             | 15.º                                    | 7                                       | 3                                       | 4                                       | 10                                      | 14                                      |
| 1975                                    | No participó o no clasificó             | No participó o no clasificó             | No participó o no clasificó             | No participó o no clasificó             | No participó o no clasificó             | No participó o no clasificó             | No participó o no clasificó             |
| 1977                                    | No participó o no clasificó             | No participó o no clasificó             | No participó o no clasificó             | No participó o no clasificó             | No participó o no clasificó             | No participó o no clasificó             | No participó o no clasificó             |
| 1979                                    | No participó o no clasificó             | No participó o no clasificó             | No participó o no clasificó             | No participó o no clasificó             | No participó o no clasificó             | No participó o no clasificó             | No participó o no clasificó             |
| 1981                                    | No participó o no clasificó             | No participó o no clasificó             | No participó o no clasificó             | No participó o no clasificó             | No participó o no clasificó             | No participó o no clasificó             | No participó o no clasificó             |
| 1983                                    | Ronda final                             | 12.º                                    | 8                                       | 0                                       | 8                                       | 2                                       | 24                                      |
| 1985                                    | No participó o no clasificó             | No participó o no clasificó             | No participó o no clasificó             | No participó o no clasificó             | No participó o no clasificó             | No participó o no clasificó             | No participó o no clasificó             |
| 1987                                    | No participó o no clasificó             | No participó o no clasificó             | No participó o no clasificó             | No participó o no clasificó             | No participó o no clasificó             | No participó o no clasificó             | No participó o no clasificó             |
| 1989                                    | No participó o no clasificó             | No participó o no clasificó             | No participó o no clasificó             | No participó o no clasificó             | No participó o no clasificó             | No participó o no clasificó             | No participó o no clasificó             |
| 1991                                    | No participó o no clasificó             | No participó o no clasificó             | No participó o no clasificó             | No participó o no clasificó             | No participó o no clasificó             | No participó o no clasificó             | No participó o no clasificó             |
| 1993                                    | No participó o no clasificó             | No participó o no clasificó             | No participó o no clasificó             | No participó o no clasificó             | No participó o no clasificó             | No participó o no clasificó             | No participó o no clasificó             |
| 1995                                    | No participó o no clasificó             | No participó o no clasificó             | No participó o no clasificó             | No participó o no clasificó             | No participó o no clasificó             | No participó o no clasificó             | No participó o no clasificó             |
| 1997                                    | No participó o no clasificó             | No participó o no clasificó             | No participó o no clasificó             | No participó o no clasificó             | No participó o no clasificó             | No participó o no clasificó             | No participó o no clasificó             |
| 1999                                    | No participó o no clasificó             | No participó o no clasificó             | No participó o no clasificó             | No participó o no clasificó             | No participó o no clasificó             | No participó o no clasificó             | No participó o no clasificó             |
| 2001                                    | No participó o no clasificó             | No participó o no clasificó             | No participó o no clasificó             | No participó o no clasificó             | No participó o no clasificó             | No participó o no clasificó             | No participó o no clasificó             |
| 2003                                    | No participó o no clasificó             | No participó o no clasificó             | No participó o no clasificó             | No participó o no clasificó             | No participó o no clasificó             | No participó o no clasificó             | No participó o no clasificó             |
| 2005                                    | No participó o no clasificó             | No participó o no clasificó             | No participó o no clasificó             | No participó o no clasificó             | No participó o no clasificó             | No participó o no clasificó             | No participó o no clasificó             |
| 2007                                    | No participó o no clasificó             | No participó o no clasificó             | No participó o no clasificó             | No participó o no clasificó             | No participó o no clasificó             | No participó o no clasificó             | No participó o no clasificó             |
| 2009                                    | No participó o no clasificó             | No participó o no clasificó             | No participó o no clasificó             | No participó o no clasificó             | No participó o no clasificó             | No participó o no clasificó             | No participó o no clasificó             |
| 2011                                    | No participó o no clasificó             | No participó o no clasificó             | No participó o no clasificó             | No participó o no clasificó             | No participó o no clasificó             | No participó o no clasificó             | No participó o no clasificó             |
| 2013                                    | No participó o no clasificó             | No participó o no clasificó             | No participó o no clasificó             | No participó o no clasificó             | No participó o no clasificó             | No participó o no clasificó             | No participó o no clasificó             |
| 2015                                    | No participó o no clasificó             | No participó o no clasificó             | No participó o no clasificó             | No participó o no clasificó             | No participó o no clasificó             | No participó o no clasificó             | No participó o no clasificó             |
| 2017                                    | No participó o no clasificó             | No participó o no clasificó             | No participó o no clasificó             | No participó o no clasificó             | No participó o no clasificó             | No participó o no clasificó             | No participó o no clasificó             |
| 2019                                    | No participó o no clasificó             | No participó o no clasificó             | No participó o no clasificó             | No participó o no clasificó             | No participó o no clasificó             | No participó o no clasificó             | No participó o no clasificó             |
| 2021                                    | Cuartos de final                        | 8.º                                     | 7                                       | 3                                       | 4                                       | 9                                       | 16                                      |
| Total                                   | 0 títulos                               | 4/32                                    | 24                                      | 3                                       | 21                                      | 13                                      | 65                                      |

### Liga de Europa
Campeones       Subcampeones       Tercer lugar       Cuarto lugar
| Liga de Europa | Liga de Europa          | Liga de Europa | Liga de Europa | Liga de Europa | Liga de Europa | Liga de Europa | Liga de Europa |
| Año            | Ronda                   | Posición       | PJ             | PG             | PP             | SG             | SP             |
| -------------- | ----------------------- | -------------- | -------------- | -------------- | -------------- | -------------- | -------------- |
| 2009           | No participó            | No participó   | No participó   | No participó   | No participó   | No participó   | No participó   |
| 2010           | No participó            | No participó   | No participó   | No participó   | No participó   | No participó   | No participó   |
| 2011           | No participó            | No participó   | No participó   | No participó   | No participó   | No participó   | No participó   |
| 2012           | No participó            | No participó   | No participó   | No participó   | No participó   | No participó   | No participó   |
| 2013           | No participó            | No participó   | No participó   | No participó   | No participó   | No participó   | No participó   |
| 2014           | No participó            | No participó   | No participó   | No participó   | No participó   | No participó   | No participó   |
| 2015           | No participó            | No participó   | No participó   | No participó   | No participó   | No participó   | No participó   |
| 2016           | No participó            | No participó   | No participó   | No participó   | No participó   | No participó   | No participó   |
| 2017           | Fase de grupos          | 11.º           | 6              | 1              | 5              | 5              | 17             |
| 2018           | Campeones Liga de Plata | 13.º           | 8              | 6              | 2              | 22             | 9              |
| 2019           | Fase de grupos          | 10.º           | 6              | 0              | 6              | 1              | 18             |
| 2020           | Cancelada               | Cancelada      | Cancelada      | Cancelada      | Cancelada      | Cancelada      | Cancelada      |
| 2021           | No participó            | No participó   | No participó   | No participó   | No participó   | No participó   | No participó   |
| 2022           | Campeones Liga de Plata | 10.º           | 9              | 8              | 1              | 26             | 7              |
| Total          | 0 títulos               | 4/13           | 29             | 15             | 14             | 54             | 51             |